# August Hagen (homme politique)
Ne doit pas être confondu avec August Hagen (écrivain).
Pour les articles homonymes, voir Hagen et August Hagen.
August Hagen (né le 27 janvier 1843 à Mittelsinn et mort après 1912) est directeur d'école et député du Reichstag.

## Biographie
Hagen étudie au lycée de Ratisbonne, à l'Académie agricole de Weihenstephan et à l'Université de Munich. Il est ensuite assistant et inspecteur à l'Académie d'agriculture de Weihenstephan et professeur d'agriculture à Triesdorf. En conséquence, il est directeur de l'école agricole de Bayreuth, membre du Conseil agricole bavarois et du comité de district, ainsi que premier président de l'association d'arrondissement des associations fruitières de Haute-Franconie et suppléant du Conseil agricole allemand (de). Il écrit également divers essais à contenu agricole et scientifique.
De juillet 1902 à 1912, il est député du Reichstag pour la 2e circonscription de Haute-Franconie 2 (Bayreuth, Wunsiedel, Berneck (de)) avec le Parti national-libéral.